# Fickmuseet
Fickmuseet var en vandringsutställning i det lilla formatet, som producerades av den statliga myndigheten Riksutställningar och som riktade sig till barn. Den ingick som en del av barnkultursatsningen Vive l'enfant och hade premiär 1984.

## Bakgrund
Idén till utställningen kom från Jan Granberg, som sammanfattade sina funderingar kring ett ”fickmuseum” i ett utställningsförslag till Riksutställningar i september 1981. Jan Granberg berättade i brevet om sonen som just hade börjat skolan och vars fickor alltid var fulla av olika sorters föremål när kläderna skulle tvättas. Föremålen lades i en stor låda.
/.../Då och då har vi tittat och undersökt grejorna i lådan. Den där skräplådan har då blivit utgångspunkten för många samtal mellan pojken och mig eller hans mamma och det har i sin tur lett till ett sug efter mera kunskap./.../
Jan Granberg påpekade i förslaget att han var övertygad om att innehållet i barnens fickor slängdes av föräldrarna med kommentaren ”Det är inte klokt vad du samlar på skräp”. I själva verket var det precis vad det var – klokt – resonerade Jan Granberg. Han menade att ”skräpet” i fickorna var viktigt för barnens utveckling, men att det också hade betydelse för de vuxna:
/.../Skräpet kan vara nycklar till den verklighet som borde vara gemensam för både föräldrar och barn. Barns skapande verksamhet har på senare år rönt ett allt större intresse. Mig veterligt är det dock ingen som genom att katalogisera eller examinera barnens fickinnehåll sökt uppmuntra deras samlande. Eftersom jag arbetat på museum tycker jag att utställningen har en betydelsefull bieffekt genom att den lättfattligt besvarar frågan ”vad är ett museum?”.
Fickmuseet var en variant av de skåp- och lådutställningar som Riksutställningar hade producerat sedan Formlek 1968. Tanken bakom konceptet var att kunna erbjuda kompakta och smidiga utställningar där utställning och emballage var ett, och där utställningen fanns i flera exemplar för att kunna nå ett större antal besökare på många orter samtidigt.
Fickmuseet var anpassat till det som länge var en av Riksutställningars viktigaste målgrupper: förskole- och lågstadiebarn över hela Sverige. Utställningar för de yngre formgavs ofta för att kunna visas på bibliotek och blev en framgång för Riksutställningar med många bokningar. I början av 1990-talet ändrades Riksutställningars inriktning mot större produktioner och biblioteksutställningarna minskade i antal.

## Tema
Fickmuseet var en kombination av studielåda och bordsutställning som handlade om saker som barn samlar på. Syftet med utställningen var att starta samtal mellan barn och vuxna om vad samlande innebar och vad som kunde vara meningen med det.
Fickmuseet skulle ingå i barnkultursatsningen Vive l’enfant i Paris med omgivningar, tillsammans med bland annat utställningarna Papperslådan och Tryckerilådan, några andra av Riksutställningars produktioner. 

## Produktion
Till Fickmuseet användes den modell av för monterskåp som användes till Riksutställningars tidigare utställning Myrstacken. Till utställningen producerades affischer i A3-format. Dessutom togs en så kallad ettbladskatalog fram, som med bilder beskrev hur Fickmuseet hade konstruerats, liksom en ettbladshandledning till föräldrar och förskollärare.
Fickmuseet tillverkades i tre exemplar – Fickmuseet A till C – som fick besöka olika orter i Sverige. På utsidan såg utställningen ut som en resväska av trä. På insidan fanns ett antal föremål från ett sjuårigt barns ”ficksamling”, som visades i glasburkar med samlarens kommentarer, men även fotografier och litteratur.
Här fanns också ”intervjulådan” med nedtecknade intervjuer som handlade om barns och vuxnas tankar kring och minnen av sitt samlande. Föremålen i resväskan var tänka som underlag för samtal mellan barn och vuxna om vad samlande innebär. Bland annat kunde det handla om hur vardagliga föremål kunde bli något centralt i barns lek.
 

Ur boken Kultur i rörelse – en historia om Riksutställningar och kulturpolitiken: 
Stenar och kvistar kunde då bli prinsar och prinsessor, kapsyler förvandlas till en ovärderlig skatt.

### Samlarsaker
Fickmuseet innehöll bland annat:
- Pinnar.
- En rostig spik.
- Ekollon.
- En spruta.
- En tom patronhylsa.
- Löv och en död larv.
- Glasbitar.
- Bussbiljetter.
- Plåtbitar.
- Ett flöte.
- En skruvögla.
- En snäcka.
- Porslin.
- Fågelben.
- Gäddtänder.
- Ett frimärke.
- En golfboll.
- Fotografier.
- Två böcker.[11]

Barnens egna kommentarer till några av föremålen:
- ”Pinar det här är pistoler och dolkar när man inte får anvenda riktiga.”
- ”Och så har jag hittat en böjd spik, det är en tottelotta.”
- ”Jag hittade ringen för att den låg i en tändsticksask. Jag samlar på tändsticksaskar.”
- ”Istället för skott.”
- ”En spruta som jag hittade på mitt land. Sådana där kan vara farliga.”
- ”Skottet har gått för det sitter inte kvar. Jag vet varför dom sköt dom vågade inte gå fram och ordna det så istället gick dom fram och sköt.”
- ”Brukar samla på larver och sånt på landet.”
- ”Guppiga glas bruna vita och starkt gröna. Bruna och vita som är vågiga. – Fina bitar.”
- ”Bussbiljeter. Vi har inte åkt på dom.”
- ”Det började så här att vi skulle bygga en maskin några kompisar och jag. Och så blev det inte av.”[12]

### Produktionsteamet
- Projektledare och produktionsansvarig: Staffan Cullberg
- Turnéansvarig: Birgitta Nåsby[13]
- Turnéläggare: Elisabeth Fagerstedt[14]
- Fotoansvariga: Håkan Pieniowski Horst Tuuluskorpi
- Tillverkning av intervjulåda: Kajsa af Petersen[3]

## Turné
Fickmuseets tre upplagor – A till C – besökte ett större antal orter i Sverige från 1984 till 1988. Här listas några av orterna som besöktes under turnén.

### 1986

#### Fickmuseet B
- Härnösand, Härnösands kulturförvaltning 1/9-19/10
- Skellefteå, Skelleftå lasarett 27/10-9/11
- Säter, Folkets hus 12/11-26/11[15]

#### Fickmuseet C
- Lund, Lunds stadsbibliotek 1/9-20/12[16]

### 1987

#### Fickmuseet B
- Bengtsfors, Bengtsfors kommun 1/12-6/1
- Bromölla, Bromölla bibliotek 12/1-15/3
- Linköping, Östergötlands bildningsförbund 30/3-14/6[15]
- Laxå, Laxå kommun 24/8-20/9
- Särö, Kulturföreningen Knuff 24/9-7/10
- Skövde, Skövde stadsbibliotek 12/10-10/11
- Sunne, Sunne bibliotek 16/11-30/11[17]

#### Fickmuseet C
- Ljungby, Ljungby kulturförvaltning 12/1-8/2
- Staffanstorp, Staffanstorps bibliotek 12/2-11/3
- Lund, Bibliotekscentralen 16/3-12/4
- Ronneby, Ronneby stadsbibliotek 21/4-17/5
- Osby, Osby folkbibliotek 21/5-5/6[16]
- Landskrona, Landskrona stadsbibliotek 15/8-15/12[18]

### 1988

#### Fickmuseet A
- Tullinge, Tullingebiblioteket 13/4-18/7[19]

#### Fickmuseet B
- Kungsbacka, Kungsbacka bibliotek 7/12-6/1
- Vaggeryd, Vaggeryds bibliotek 11/1-24/1
- Sävsjö, Sävsjö stadsbibliotek 25/1-7/2
- Nässjö, Nässjö kommunbibliotek 8/2-28/2
- Tranås, Tranås stadsbibliotek 29/2-13/3
- Vetlanda, Vetlanda bibliotek 14/3-27/3
- Jönköping, Jönköpings stadsbibliotek 28/3-8/5
- Värnamo, Värnamo kommunbibliotek 9/5-17/6[17]

#### Fickmuseet C
- Huddinge, Huddinge kulturförvaltning 11/1-4/4
- Tullinge, Botkyrka kommun 13/4-10/7[18]

### 1990
Fickmuseet C föreslogs i september läggas ner. I september kom ett förslag om att Orsaken till den planerade nedläggningen var att exemplaret inte var komplett, bland annat saknades ett stort antal föremål och litteratur. Dessutom konstaterade Riksutställningar att Fickmuseet inte var lika efterfrågat som tidigare och att det inte behövdes tre exemplar av utställningen.

## Reaktioner
Göteborgs-Posten, 1985-10-05:
”Barn samlar på saker. Gummiband, snörstumpar, gamla skruvar... Ta inte hem mer skit! bromsar vi vuxna med ibland. Men det är kultur som växer och frodas i askar, burkar och fickor.” Det menar Jan Granberg som är idégivare till Fickmuseet, Sveriges minsta museum som ska ut på turné med Riksutställningar.

## Ekonomi
Kostnaden för Fickmuseet fas 1 beräknades 1982 till 10 000 kronor. Kostnaderna för fortsättningen, fas 2, angavs till 30 000 kronor. 1985 behövdes ytterligare två exemplar av utställningen plus tillhörande trycksaker. Kostnaden för det angavs till 34 500 kronor (produktion och distribution).
Hyran för Fickmuseet var mellan 200 och 300 kronor för 14 dagar, eller 1 500 kronor per termin, i september 1990.